# Chi nhánh

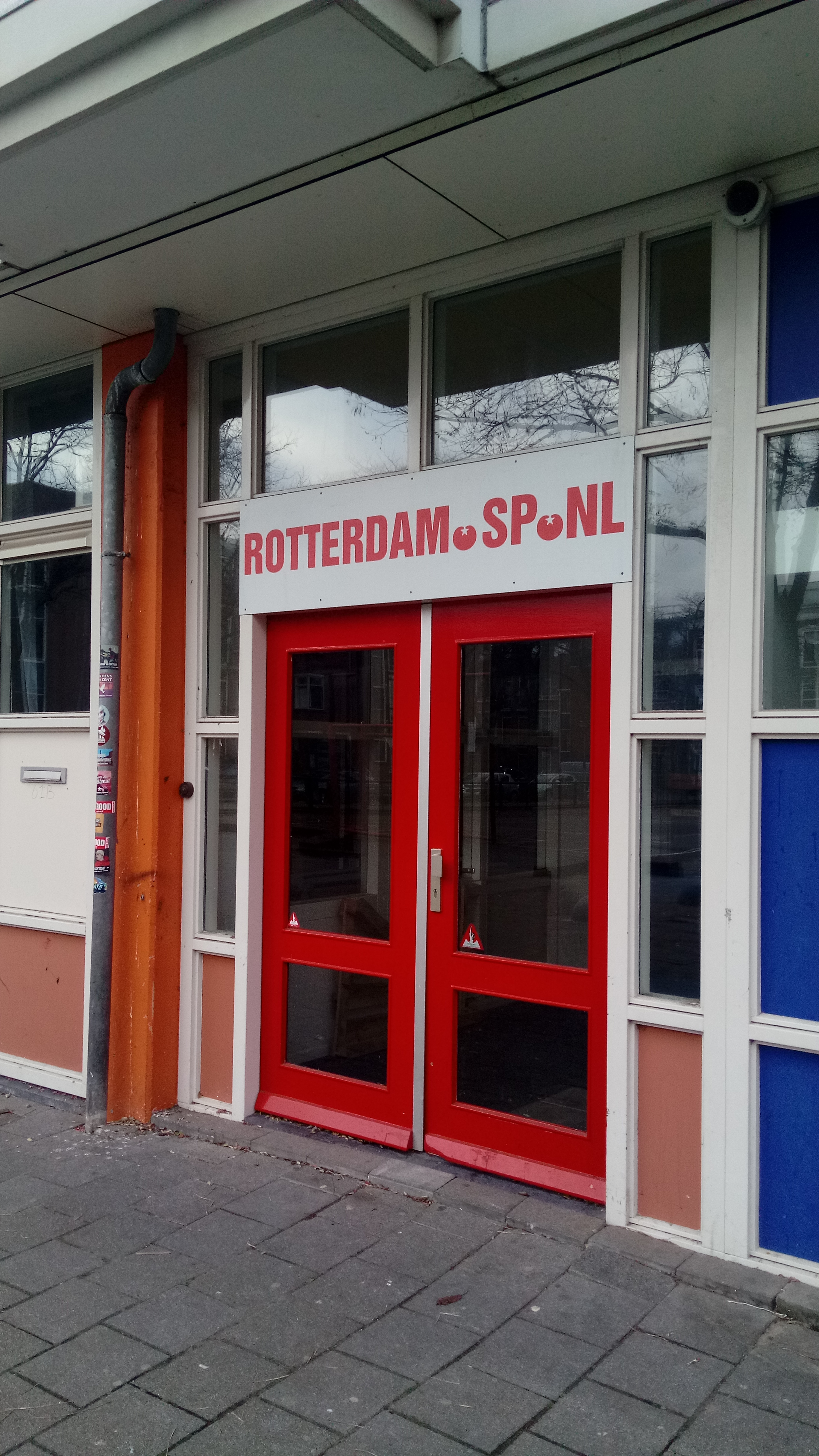
Một chi nhánh của Đảng xã hội chủ nghĩa ("Socialistische Partij") tại Rotterdam

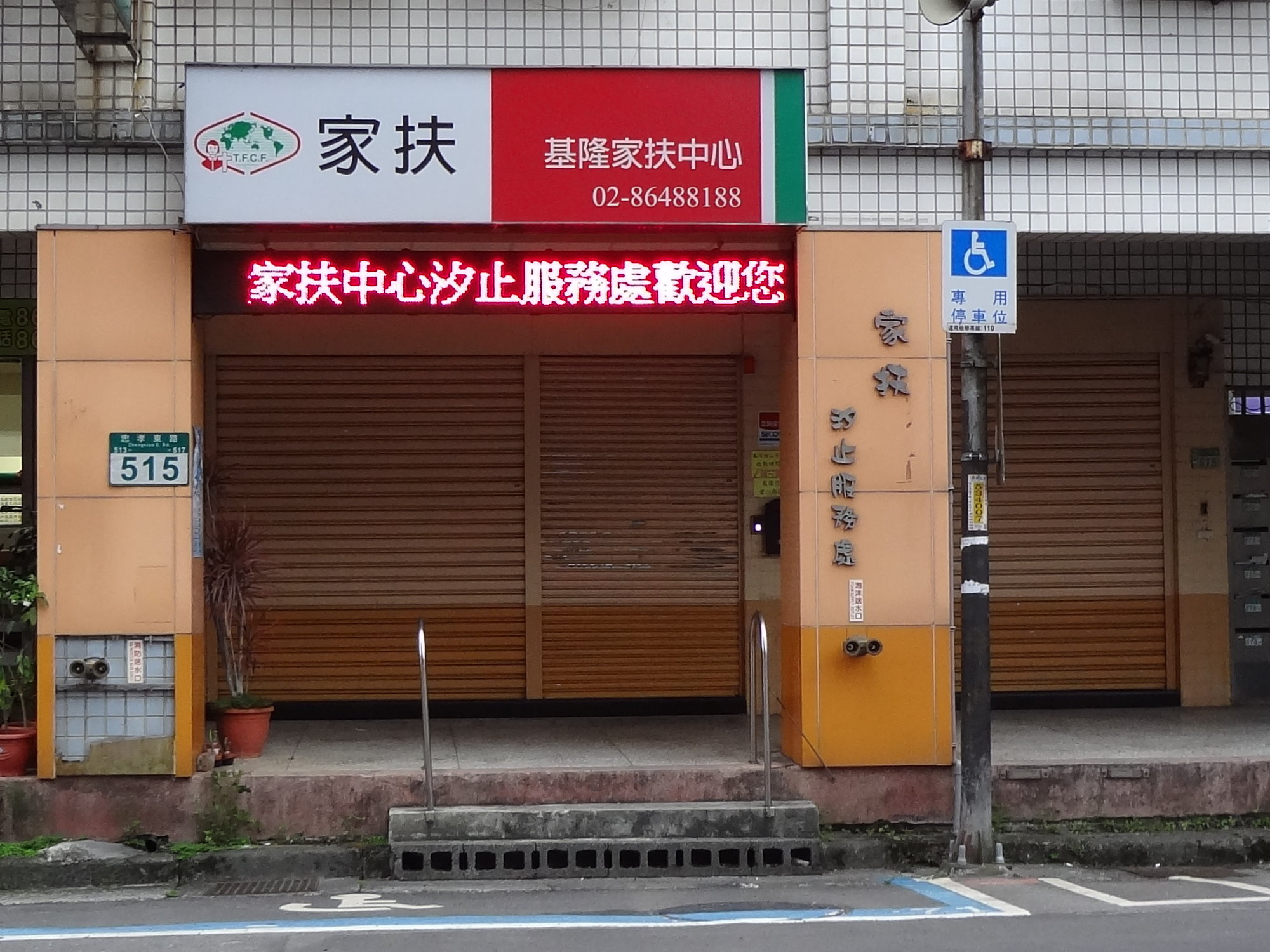
Chi nhánh của pháp nhân tại Đài Loan

Chi nhánh (Branch office) là một đơn vị trực thuộc của một công ty hoặc nói chung là một tổ chức, pháp nhân (chẵng hạn như một cửa hàng), Chi nhánh không giống như một công ty con vì nó không cấu thành một thực thể pháp lý riêng biệt và độc lập, nhưng chi nhánh vẫn tách biệt về mặt thực thể với văn phòng chính của tổ chức, có nghĩa là chi nhánh có địa điểm riêng, không nằm chung với địa điểm của trụ sở chính của pháp nhân mẹ. Việc mở chi nhánh đặc biệt phổ biến trong ngân hàng và các tổ chức tài chính khác, nơi mà tính phức tạp của các sản phẩm dịch vụ đòi hỏi các văn phòng địa phương phải hoạt động giống như một cơ quan hơn là một công ty riêng biệt. Thường thì một ngân hàng sẽ có hội sở chính và mạng lưới các chi nhánh tỏa đi nhiều địa điểm khác nhau, các chi nhánh ngân hàng vẫn thực hiện một hoặc nhiều nghiệp vụ ngân hàng, thực hiện các giao dịch với khách hàng, tất cả sẽ cấu thành hệ thống ngân hàng. Cấu trúc chi nhánh khiến công ty sở hữu phải chịu toàn bộ thu nhập chịu thuế và trách nhiệm pháp lý liên quan đến hoạt động của chi nhánh. Các chi nhánh sẽ trao cho công ty mẹ toàn quyền kiểm soát các hoạt động tại địa điểm nước ngoài. Họ đơn giản hóa việc gia nhập thị trường bằng cách tận dụng cấu trúc hiện có của công ty mẹ. Ở nhiều khu vực pháp lý, các chi nhánh cho phép các thực thể nước ngoài hoạt động mà không cần cổ đông hoặc đối tác địa phương.

## Việt Nam
Theo quy định của pháp luật Việt Nam thì chi nhánh là đơn vị phụ thuộc của doanh nghiệp, có nhiệm vụ thực hiện toàn bộ hoặc một phần chức năng của doanh nghiệp, bao gồm cả chức năng đại diện theo ủy quyền. Ngành nghề kinh doanh của chi nhánh phải đúng với ngành, nghề kinh doanh của doanh nghiệp. Chi nhánh của thương nhân nước ngoài tại Việt Nam là đơn vị phụ thuộc của thương nhân nước ngoài, được thành lập và hoạt động thương mại tại Việt Nam theo quy định của pháp luật Việt Nam hoặc điều ước quốc tế mà Việt Nam là thành viên. Doanh nghiệp có quyền thành lập chi nhánh ở trong nước và nước ngoài. Doanh nghiệp có thể đặt một hoặc nhiều chi nhánh tại một địa phương theo địa giới đơn vị hành chính. Thương nhân nước ngoài được đặt Chi nhánh tại Việt Nam theo các hình thức do pháp luật Việt Nam quy định. Trường hợp thành lập chi nhánh trong nước, doanh nghiệp gửi hồ sơ đăng ký hoạt động của chi nhánh đến Cơ quan đăng ký kinh doanh nơi doanh nghiệp đặt chi nhánh. Tên của chi nhánh phải được viết bằng các chữ cái trong bảng chữ cái tiếng Việt và các chữ cái F, J, Z, W, chữ số và các ký hiệu. Tên chi nhánh phải bao gồm tên doanh nghiệp kèm theo cụm từ “Chi nhánh”. Tên chi nhánh phải được viết hoặc gắn tại trụ sở chi nhánh, được in hoặc viết với khổ chữ nhỏ hơn tên tiếng Việt của doanh nghiệp trên các giấy tờ giao dịch, hồ sơ tài liệu và ấn phẩm do chi nhánh phát hành. 